# Kerem Bulut
Pour les articles homonymes, voir Bulut.
Kerem Bulut, né le 2 mars 1992 à Sydney, est un footballeur australien

## Biographie
- Vainqueur de la coupe d’Australie 2011
- Meilleur espoir australien